# Depot von Halle-Giebichenstein
Das Depot von Halle-Giebichenstein (auch Hortfund von Halle-Giebichenstein) ist ein Depotfund der frühbronzezeitlichen Aunjetitzer Kultur (2300–1550 v. Chr.) aus Giebichenstein, einem Stadtteil von Halle (Saale) (Sachsen-Anhalt). Das Depot befindet sich heute im Landesmuseum für Vorgeschichte in Halle (Saale).

## Fundgeschichte
Das Depot wurde vor 1879 bei Erdarbeiten auf dem Röderberg in Giebichenstein gefunden. In der Umgebung der Fundstelle sollen auch Gegenstände aus anderer Zeit entdeckt worden sein.
Aus dem Stadtgebiet von Halle sind noch mehrere weitere Depotfunde der Aunjetitzer Kultur bekannt: Das Depot von Halle, die Depots I, II und III von Halle-Kanena und das Depot von Halle-Reideburg.

## Zusammensetzung
Das Depot besteht aus zehn Bronzegegenständen: zwei Schleifennadeln und acht Noppenringe. Letztere sind zum Teil fingerring- und zum Teil armringgroß.